# دومينيك مارايس
دومينيك مارايس (18 ديسمبر 1955 في ليون) (بالإنجليزية: Dominique Marais)‏ لاعب كرة قدم فرنسي معتزل كان يجيد اللعب في خط الدفاع .

## وصلات خارجية
- دومينيك مارايس على موقع قاعدة بيانات كرة القدم.إي يو (الإنجليزية)
- دومينيك مارايس على موقع عالم كرة القدم.نت (الإنجليزية)